# Турецкое имя
Полное имя человека в Турции состоит из личного имени и фамилии. С июня 1934 года в Турции действует закон об обязательности наследования фамилий, принятый в рамках модернизации и секуляризации национального законодательства. До этого была распространена арабская именная формула. В дополнение к этому 26 ноября того же года был принят закон об «Отмене приставок к именам в виде прозвищ и званий». Согласно этим законам сам Мустафа Кемаль получил фамилию Ататюрк (тур. Atatürk) — «отец турок».
Большинство турецких имён арабского, турецкого (тюркского) или персидского происхождения, и каждое имя (а зачастую и фамилию) можно перевести на один из этих языков. Некоторые имена могут выступать и в качестве фамилии, и в качестве имени.
Многие турецкие имена связаны с временем рождения ребёнка — с днём недели или каким-либо праздником. Например, Джума (тур. Cuma) — «пятница», Рамазан (тур. Ramazan) — «Рамадан» и т. д. Также и время дня может быть отражено в имени — Шафак (тур. Şafak) — «рассвет», Тан (тур. Tan) — «сумерки» и т. п. Среди многих турок популярны имена коранического происхождения, имена эпических или исторических героев, военачальников и политических деятелей: Абдуллах (тур. Abdullah), Абдуррахман (тур. Abdurrahman), Ахмет (тур. Ahmet), Али (тур. Ali) , Бекир (тур. Bekir), Айше (тур. Ayşe), Фатма (тур.  Fatma), Хатидже (тур. Hatice), Мехмед (тур. Mehmet), Мустафа (тур. Mustafa), Омер (тур. Ömer) и Ресуль (тур. Resul).
По данным турецкого Департамента популяционной статистики за 2016 год, десятку самых популярных женских личных имён в Турции составляли Фатма, Айше, Эмине, Хатидже, Зейнеп, Элиф, Мерьем, Шерифе, Зехра и Султан. Десять самых популярных мужских личных имён на ту же дату — Мехмет, Мустафа, Ахмет, Али, Хюсеин, Хасан, Ибрахим, Исмаил, Осман и Юсуф. К концу второго десятилетия XXI века новорожденные девочки в Турции чаще всего получают имя Зейнеп, а мальчики — Юсуф. По данным за 2020 год, среди наиболее популярных имён для девочек были также Элиф, Дефне, Асель, Азра, Эйлюл и Нехир, для мальчиков — Мирач, Эймен, Омер Асаф, Керем и Алпарслан.
Ономастическое исследование 2021 года выделяет, среди прочих, следующие типы турецких фамилий в соответствии с этимологией:
- По имени отца (с суффиксом «оглу») и другим родственным связям (с суффиксом «гыл»);
- По названиям профессии (в том числе с суффиксом «чи»: Билетчи — «билетёр», Марангоз — «плотник»), рода занятий (Бояджи — «художник», Озан — «поэт», Ага — «землевладелец», Ханагасы — «трактирщик»);
- По региону происхождения (в том числе с суффиксом «лу»: Истанбуллу, Даглы — «горец», Кёйлю — «деревенский»), этнической принадлежности (Уйгур, Татар, Гёчмен — «иммигрант»);
- По названиям металлов и драгоценных камней (Алтын — «золото», Бакыр — «медь», Тунч — «бронза»);
- По названиям животных и растений (Коч — «баран», Шахин — «ястреб», Арслан — «лев», Япрак — «лист», Селви — «кипарис», Чам — «сосна»), природных объектов и явлений (Рюзгар — «буря», Дениз — «море», Гюнеш — «Солнце», Йилдыз — «звезда»);
- По религиозным обычаям и праздникам (Ислам, Байрам, Эвлия — «святой»);
- По идеолого-патриотическим понятиям (Кахраман — «герой», Дженксевер — «воитель», Джихангир — «завоеватель»);
- По цветам (Беяз — «белый», Кара — «чёрный», Кырмызы — «красный»);
- По деталям анатомии (Баш — «голова», Эл, Кол — «рука»).